# Danyjił Ałefirenko
Danyjił Serhijowycz Ałefirenko, ukr. Даниїл Сергійович Алефіренко (ur. 19 kwietnia 2000 w Charkowie) – ukraiński piłkarz występujący na pozycji napastnika w ukraińskim klubie Zoria Ługańsk.

## Kariera klubowa
Wychowanek klubów Metalist Charków i Zoria Ługańsk, barwy których bronił w juniorskich mistrzostwach Ukrainy (DJuFL). Karierę piłkarską rozpoczął 4 sierpnia 2017 roku w juniorskiej drużynie juniorskiej Zorii Ługańsk U-19, w podstawowym składzie której 5 kwietnia 2018 zadebiutował w Premier-lidze w wygranym 2:1 meczu z Zirką Kropywnycki. 3 stycznia 2023 został wypożyczony na pół roku do Czornomorca Odessa.

## Kariera reprezentacyjna
Występował w juniorskiej i młodzieżowej reprezentacjach Ukrainy.

## Sukcesy

### Sukcesy klubowe
Zoria Ługańsk
- finalista Pucharu Ukrainy: 2020/21